# Oleg Sokolov
Oleg Sokolov (23 ottobre 1984) è uno schermidore uzbeko, specializzato nella spada.

## Palmarès
- Campionati asiatici

Bangkok 2018: bronzo nella spada a squadre.